# Восклицательный знак
Восклица́тельный знак (!) — знак препинания, выполняющий интонационно-экспрессивную и отделительную функции, который ставится в конце предложения для выражения изумления, сильного чувства, волнения и тому подобного.
Также восклицательный знак может ставиться при обращении: «Товарищи! Все на защиту Родины!» или после междометия: «Ах! Не говорите мне о нём!». Может сочетаться с вопросительным знаком для обозначения вопроса — восклицания и с многоточием. По правилам русской пунктуации первым пишется вопросительный знак: «Куда это ты собрался?!». В русской типографике многоточие после восклицательного знака имеет не три, а две точки: «Мы тонем!..»
Применительно к церковнославянской и старинной русской письменности восклицательный знак называется удиви́тельная.
Так называемый сатирический восклицательный знак, заключённый в скобки и поставленный после слова или высказывания, указывает на нелепость или неверность сказанного. В профессиональной практике восклицательный знак в скобках, напротив, используется для подтверждения крайне необычного высказывания, как указание на намеренный, а не ошибочный его характер (например, в медицине при выписке рецепта на дозировку, превышающую предельно допустимую). Восклицательный знак в скобках после цифр ставится[кем?], чтобы избежать путаницы с факториалом.
В некоторых языках (прежде всего в испанском) также используется перевёрнутый восклицательный знак (¡ — U+00A1), который ставится в начале восклицательного предложения в дополнение к обычному восклицательному знаку в конце.
В американской типографике в 1960-е — 1970-е годы употреблялся пунктуационный знак — лигатура из восклицательного и вопросительного знаков, именовавшийся interrobang (‽ — U+203D).

## История
По одной из теорий его происхождения, это было латинское слово для обозначения радости (Io), написанное с буквой «I» над буквой «o».
Восклицательный знак был введён в английскую типографику в XV веке и назывался «sign of admiration or exclamation» или «note of admiration», до середины XVII века. В немецкой орфографии этот знак впервые появился в Сентябрьской Библии в 1797 году.
Знак не встречался в обычных пишущих машинках до 1970-х годов. Вместо этого печатали точку, делали откат назад на один знак, а затем печатали апостроф.

## В математике
Восклицательным знаком обозначается факториал:
{\displaystyle n!=1\cdot 2\cdot \ldots \cdot n.}
либо субфакториал:
{\displaystyle !n=n!\left(1-{\frac {1}{1!}}+{\frac {1}{2!}}-{\frac {1}{3!}}+\ldots +(-1)^{n}{\frac {1}{n!}}\right)=}
{\displaystyle n!\sum _{k=0}^{n}{\frac {(-1)^{k}}{k!}}}
Два восклицательных знака (‼, U+203C) означают двойной факториал:
{\displaystyle n!!=n\cdot (n-2)\cdot (n-4)\dots ;}
произведение заканчивается единицей для нечётных и двойкой для чётных чисел.
Квантор существования в сочетании с восклицательным знаком ({\displaystyle \exists !}) означает «существует и единственный».
Также в математической логике и в записи решений и доказательств используется тройной восклицательный знак !!! обозначающий «противоречие».
В то же время сочетание символов ?! читается, как «требуется доказать».

## В языках программирования
- В языке Си и некоторых других языках программирования символом «!» обозначается операция логического отрицания, а сочетанием «!=» — операция сравнения «не равно». В некоторых языках используется также «!==» и другие составные знаки.
- В некоторых диалектах Бейсика восклицательный знак, поставленный сразу после имени переменной, означает, что эта переменная — с плавающей запятой и обычной точности.

## В языках разметки
- В HTML и его потомках, в том числе и вики, тег комментария имеет вид <!-- произвольный текст -->.
- В вики-разметке в таблицах означает заголовок колонки.

## В шахматах
В шахматной нотации ! означает сильный ход, а ‼ — очень сильный.
Также существуют термины ?! и !? - сомнительный и интересный ход соответственно.

## В политике
Восклицательный знак красного цвета является одним из символов движения сторонников российского оппозиционного политика Алексея Навального.